# Raimonda Murmokaitė

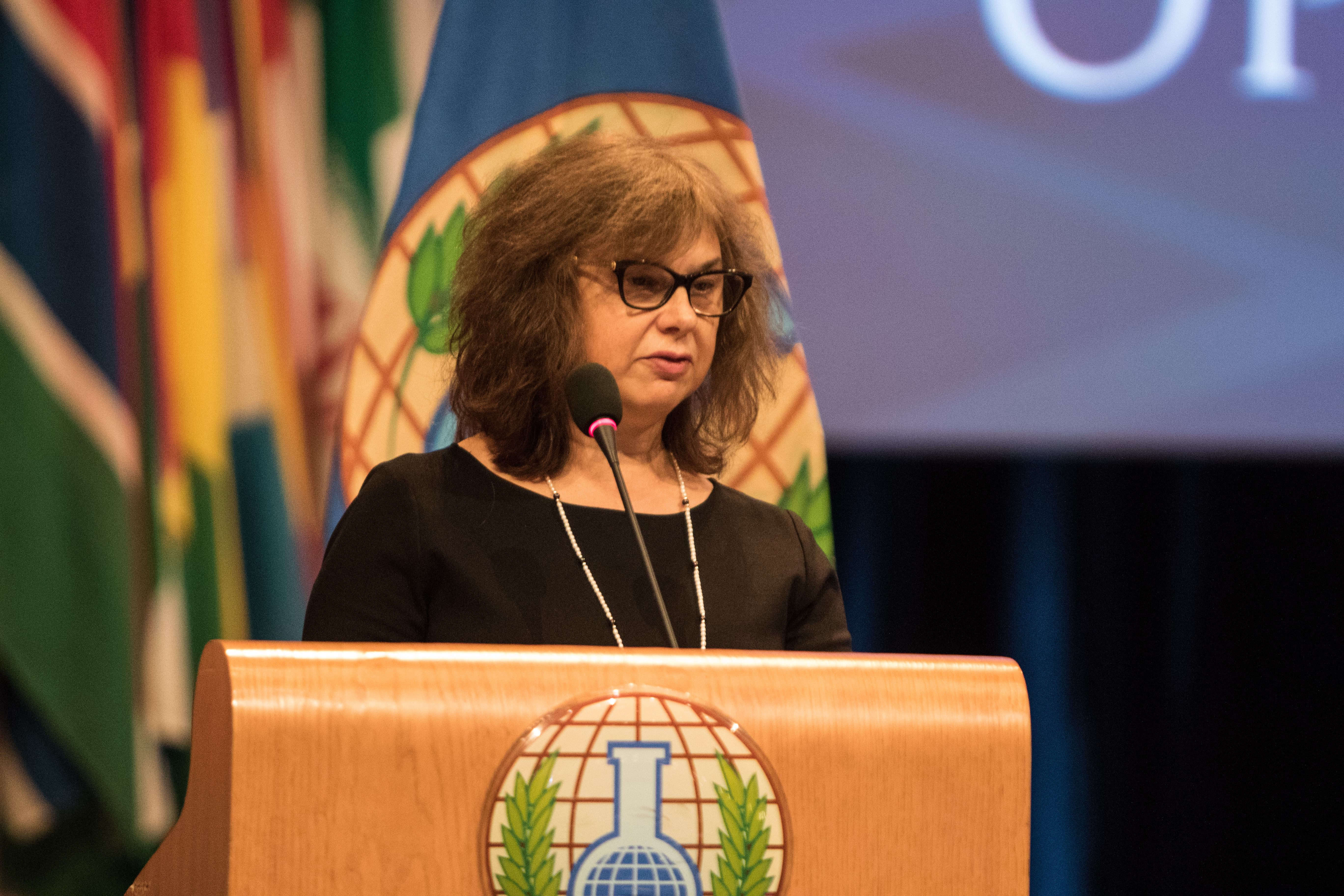
Raimonda Murmokaitė (2018)

Raimonda Murmokaitė (* 17. Juli 1959) ist eine litauische Diplomatin. Im Februar 2014 und Mai 2015 war sie Präsidentin des Weltsicherheitsrates.

## Berufsweg
Murmokaitė studierte von 1977 bis 1982 Germanistik und Romanistik an der Universität Vilnius. Mit einem Muskie-Stipendium absolvierte sie von 1992 bis 1993 ein Studium der Verwaltungswissenschaft am Monterey Institute of International Studies. Anschließend erhielt sie ein Chevening-Stipendium und bildete sich in den Fächern Diplomatie und Sicherheitspolitik an der Universität Birmingham weiter.
Murmokaitė wurde im März 1994 beim litauischen Außenministerium angestellt. Nach einer Tätigkeit als Referentin übernahm sie im Januar 1996 die Leitung der westeuropäischen Abteilung. Im Januar 1998 wechselte Murmokaitė an die litauische Botschaft in Italien, bevor sie im Februar 2001 die Abteilung für politische Planung des Außenministerium leitete. Von April 2003 bis August 2004 war sie dort Direktorin des Bereichs Amerika, Afrika, Asien und Ozeanien.
Murmokaitė war zwischen August 2004 und Juli 2008 Stellvertreterin von Gediminas Šerkšnys und Dalius Čekuolis bei der Ständigen Vertretung Litauens bei den Vereinten Nationen in New York. Im August 2008 wurde Murmokaitė zur Botschafterin ernannt und war arbeitete für die Außenminister Petras Vaitiekūnas und Vygaudas Ušackas. Im Oktober 2009 wurde sie Direktorin der Abteilung für die Vereinten Nationen, internationale Organisationen und Menschenrechte des Ministeriums.
Murmokaitė wurde im Oktober 2012 zur Ständigen Vertreterin Litauens bei den Vereinten Nationen akkreditiert. Sie war die erste Litauerin in diesem Amt und übernahm während ihrer fünfjährigen Amtszeit zweimal die Präsidentschaft über den Sicherheitsrat der Vereinten Nationen. Am 18. August 2017 wurde Audra Plepytė ihre Nachfolgerin und Murmokaitė wurde im Außenministerium Direktorin der Abteilung für transatlantische Zusammenarbeit und Sicherheitspolitik.